# 渡り鳥いつまた帰る
『渡り鳥またいつ帰る』（わたりどりまたいつかえる）は、1960年4月23日に公開された日本の映画である。監督は齋藤武市。主演は小林旭。日活制作。

## 概要
渡り鳥こと滝伸次は新潟県の佐渡に渡る。伸次を弟の仇と追っかける哲と伸次を慕う踊り子のユリと共に。ひょんなことから島の炭坑の抗争に巻き込まれる『渡り鳥シリーズ』の第3弾。

## キャスト
- 滝伸次：小林旭
- 高見典子：浅丘ルリ子
- 日下部哲：宍戸錠
- 片倉ユリ：中原早苗
- 奥山庄造：川地民夫
- ジョー：内田良平
- 松戸：高品格
- 伊東：弘松三郎
- かおる：楠侑子
- マルコメ味噌店主：小泉郁之助
- ゲン：玉村駿太郎
- 立川：青木富夫
- 高見利夫：島津雅彦

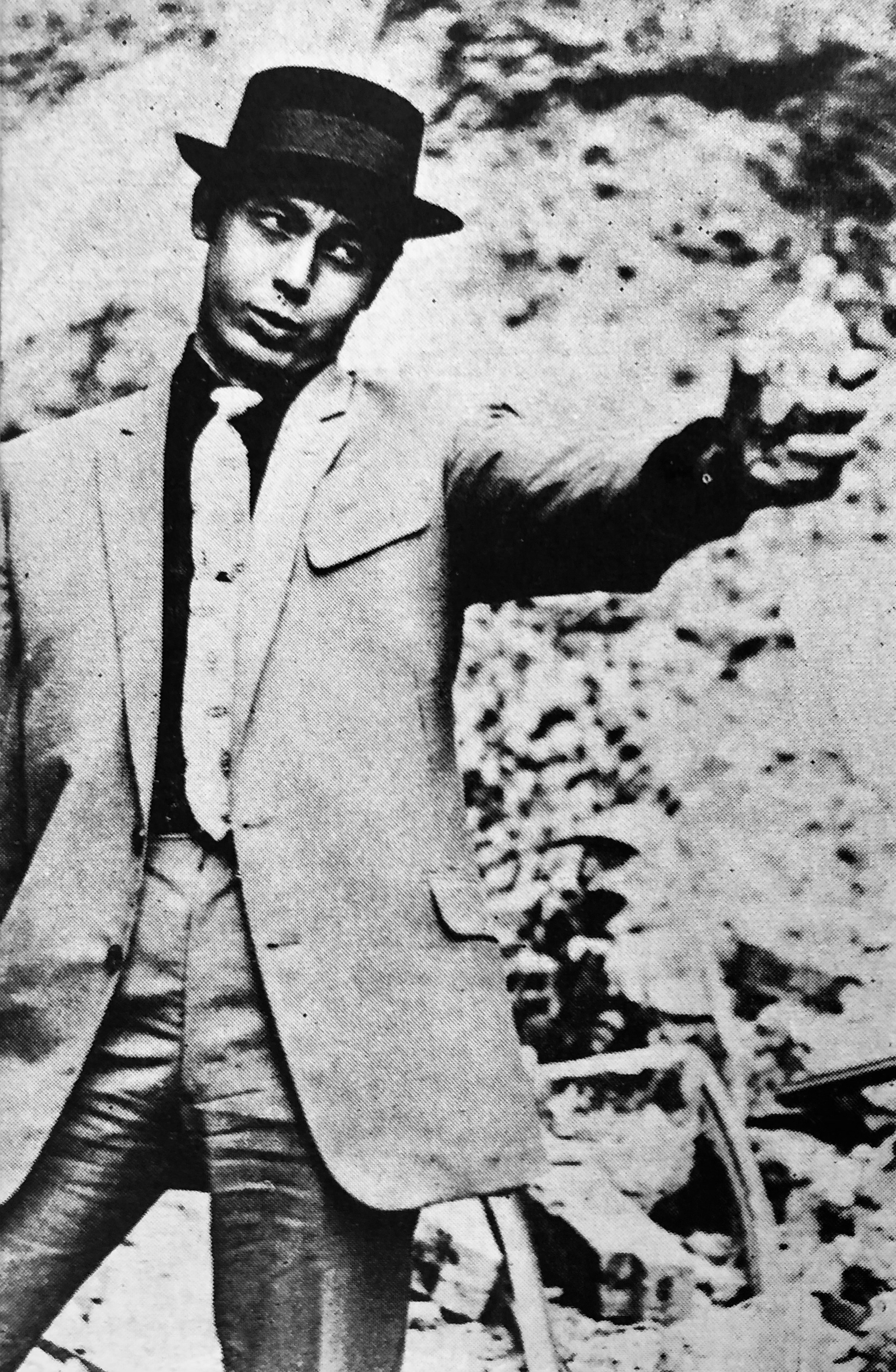
宍戸錠

- キャバレー『おけさ』で歌う歌手：こまどり姉妹
- 安西：島村謙二(島村謙次)
- ノブ：瀬山孝司、北上忠行
- 吉田：岡村佶
- キャバレー『おけさ』のボーイ：時照明
- 三木：光沢でんすけ(光でんすけ)
- 技斗：高瀬将敏
- 高見静江：南田洋子
- 榊原：金子信雄

## スタッフ
- 原作：原健三郎
- 監督：齋藤武市
- 企画：児井英生
- 脚本：山崎巌、大川久男
- 音楽：小杉太一郎
- 撮影：高村倉太郎
- 編集：近藤光雄
- 美術：坂口武玄
- 照明：大西美津男
- 録音：八木多木之助
- 制作：日活

## 主題歌
- 『おけさ数え唄』（小林旭、こまどり姉妹）
  - 作詞：西沢爽、作曲：遠藤実、編曲：狛林正一